# Kawkab Athlétique Club de Marrakech
Maillots
Le Kawkab Athlétique Club de Marrakech (en arabe : نادي الكوكب الرياضي المراكشي), plus couramment abrégé en Kawkab Marrakech, est un club marocain de football fondé en 1947 et basé dans la ville de Marrakech.
Avec 12 titres, le KACM est le 5e club plus titré du royaume (Après le Wydad AC, le Raja CA, l'ASFAR et le MAS de Fès). Le club a participé plusieurs fois en Coupe des coupes de l'ULNA, ainsi que deux participations de suite à la Coupe des champions de l'UAFA en 1988 et 1989, et a remporté en Coupe de la CAF 1986.

## Histoire

### Les débuts (1947-1956)
Au début des années 1940, à l'époque du protectorat, Idriss Talbi a fondé le club au quartier Annajah, qui devient le 20 septembre 1947 le Kawkab Athlétique Club de Marrakech (KACM). Le club de Annajah est considéré comme l’étape phare de la création du Kawkab Athlétique Club de Marrakech et il a cédé aussi tous ses joueurs au profit de ce nouveau-né, qui a recruté aussi les meilleurs joueurs des autres équipes de Marrakech[réf. nécessaire]. Il a fait ses premiers pas en Championnat (Première Division) où il reste 7 saisons jusqu'à 1954 où il obtient la montée en Championnat (Pré-Honneur). l'Année suivante, les bahjaouis remportent le premier titre dans l'histoire du KACM, après avoir fini la saison 1952/1953 Champion du Maroc (Première Division), et honoré la ville de Marrakech par la montée en Championnat (Pré-Honneur) dont ils seront champion lors du même saison (1953/1954) et rejoint l'élite en Championnat (Division d'Honneur) dont ils finirent vice-champion lors du même saison (dauphin du Wydad AC), et participèrent donc en match de la Supercoupe du Maroc contre le champion du Maroc le Wydad AC, et perdent difficilement sur le score d'un but à zéro.
Le club s'est ensuite développé autour d'autres sports (basket-ball, handball). Il connait plusieurs sièges différents (« Al Mouassine », « Arset El Maach ») avant de s'installer à Gueliz.

### Âge d'or (1956-1968)
En 1956/1957, le KACM étant vice-champion du Maroc a encore terminé sa nouvelle saison tant que sous-champion, et il devient champion du Maroc la saison suivante. Le KACM dispute alors trois demi-finales de la coupe du trône (1957, 1958 et 1960), et quatre finales consécutives, dont une perdue (1962), puis trois gagnées (1963, 1964, 1965). Avec cet exploit, il devient ainsi le premier club marocain à conserver la coupe.

### Traversée du désert (1968-1984)
De 1968 à 1984, le KACM connait plusieurs descentes en deuxième division, ne gagne aucun titre, et beaucoup des joueurs sont à l'aube de la retraite alors que le club ne semble pas adopter de stratégie de renouvellement de ses effectifs.

### Renouveau (1984-1999)
En 1984, Mohamed Elmediouri organise une assemblée générale avec pour objectif de redresser la chute du club. Cette même année, le KACM regagne la 1re division grâce à une bonne politique et une bonne direction du club, ainsi qu'à une nouvelle source de revenu : la publicité. Le Kawkab a signé des contrats de publicité en 1986/1987 avec différents sponsors comme : La poste du Maroc, Dolidol, Volvo, etc. Et dans le domaine de l’exploitation, le Kawkab a construit un complexe touristique, commercial et foncier à côté du terrain Elarbi Benmbarek. Ce projet a permis au club de toucher 130 million de centimes en une année. Ensuite la construction du centre de formation à « Bab Doukala ». Ce centre contient 3 terrains, des bureaux pour la direction, une salle de réunion, une infirmerie, et 4 vestiaires avec des douches. Et en 1996 le club a construit le complexe résidentiel « Dar Lkoukab », et le stade « Elarbi Benmbarek » où se trouve le siège du club.
Depuis 1984, le KACM a gagné un titre de championnat en 1991/1992, et il était deuxième du classement pour les saisons : 1986/1987, 1987/1988, 1997/1998, 1998/1999. Il a aussi remporté la coupe du trône pour les années : 1987, 1991 et 1993 et finaliste en 1997. En 1996, le club réussit à gagner pour la première fois de l’histoire du football marocain la coupe de la CAF.

### Un club en grande difficulté (1999-2011)
Entre 1999 et 2011, le club traverse des saisons tumultueuses. En 2005, l'équipe est reléguée en 2ème division, mais promue dès la saison suivante grâce au président et ancien joueur Tahar El Khalej. Les résultats sont assez brouillons et aucun titre n'est remporté durant cette période.

### Ère du professionnalisme (2011-)
À la fin de la saison 2010-2011, le Kawkab chute en 2e division du championnat de football du Maroc. L'entraîneur Hicham Dmii est alors recruté, et deux ans plus tard (2012-2013), le club fait son retour en Botola Pro. Les deux saisons qui suivent ce retour au bercail se révèlent très positives puisque le club finit quatrième puis troisième du classement. Cela permet à l'équipe notamment de retrouver la coupe de la CAF en 2016. Malgré un bon début, l'équipe est éliminée en phase de groupe après s'être classée troisième. Cette remontée en forme n'est qu'éphémère puisque s'ensuivent alors de nouveaux échecs et de piètres prestations en championnat marocain qui reconduisent l'équipe en deuxième division lors de la saison 2018-2019. L'équipe a connu pendant cette période une crise financière aigüe ainsi qu'une instabilité technique et administrative sans précédent,.
En 2020, alors que l'équipe est en difficulté en deuxième division, un projet d'investissement étranger porté par l'ancien international marocain Mustapha Hadji est présenté au club,. Face à la situation juridique critique et floue du club et notamment de la section football, le wali de la ville Karim Kassi-Lahlou, motivé par l'engouement populaire, décide d'intervenir en incitant les dirigeants du club à clarifier au  plus vite la situation en organisant les assemblées générales nécessaires afin de permettre plus de facilité dans la négociation des offres d'investissement.

Après plusieurs reports, une assemblée générale élective de la section football est organisée le 26 novembre 2020. La seule liste en lice, menée par Redouane Hanich, est élue.
Le 22 mai 2022, à la suite d'une saison catastrophique, l'équipe première est reléguée en championnat amateur pour la première fois de son histoire.

## Structures du club

### Stade de Marrakech
Le Stade de Marrakech en arabe : ملعب مراكش est un stade de football et d'athlétisme inauguré le 5 janvier 2011 situé à Marrakech d'une capacité de 45 240 places assises dont 36 300 couvertes. Le stade se trouve à onze kilomètres au nord de Marrakech. Il est desservi par l'aéroport international Marrakech - Menara, à quatorze kilomètres, et la gare ferroviaire de la ville.
L'accès au terrain est assuré par seize portes et une entrée d'honneur. Par ailleurs le stade dispose également d'une salle médias (de 1 000 m2), d'un centre de premiers soins, une infirmerie et d'un parking d'une capacité de 7 500 places.

### Stade El Harti
Le Stade El Harti est un stade de football localisé dans la ville de Marrakech au Maroc. C'est l'enceinte de l'équipe du Kawkab de Marrakech.
Ce stade de 20 000 places accueille souvent, en plus des matchs du Kawkab, des matches de l'équipe cadets du Maroc. Ce stade est doté d'une pelouse artificielle depuis le début de la saison 2008/2009.
Dès janvier 2011, le Kawkab quittera son stade fétiche pour un nouveau stade (Stade de Marrakech) dont la capacité est de 45 000 places. Le KACM a joué son dernier match dans ce stade le 25 décembre 2015 contre l'Ittihad Riadhi de Tanger.

#### Rénovation et fermeture
Malgré sa rénovation en 2018 grâce à un effort financier important, le stade ne rouvrira plus ses portes pour accueillir les matches du KACM et se verra refuser toutes ses demandes par la Wilaya de Marrakech pour des raisons liées à la sécurités des personnes et des biens.

### Centre de formation El Kansouli

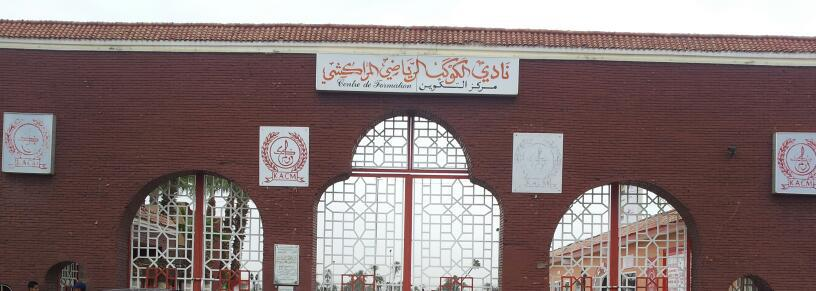
Centre de formation El Kansouli

Le club dispose d'un grand centre de formation situé à Bab Doukkala.

## Palmarès
Avec onze titres nationaux, le KACM est le 5e club le plus titré du Royaume après le Wydad AC, le Raja CA, l'AS FAR et le Maghreb AS. L'équipe a participé à la Coupe Arabe des Clubs Champions deux fois de suite (en 1988 et 1989) mais, sans parvenir à franchir le deuxième tour.
Palmarès de la 1re équipe
| Compétitions nationales | Compétitions internationales               | Compétitions amicales |
| --- | ------------------------------------------ | --- |
| - Botola Pro1 (2) : - Champion : 1958 et 1992 - Vice-Champion : 1955, 1957, 1963, 1987, 1988, 1998 et 1999 - Coupe du Trône (6) : - Vainqueur : 1963, 1964, 1965, 1987, 1991 et 1993 - Finaliste : 1962 et 1997 - Supercoupe du Maroc (1) : - Vainqueur : 1964 - Finaliste : 1958, 1963, 1965 - Botola Pro2 (2) : - Champion : 1954, 2013 - Vice-champion : 2006 - Botola Amateurs1 (2) : - Champion : 1952, 2023 | - Coupe de la CAF (1) : - Vainqueur : 1996 | - Tournoi Ahmed Antifit (2) : - Vainqueur : 1996, 2013 - Tournoi de la Marche Verte (1) : - Vainqueur : 1985 - Tournoi International de Montréal (1) : - Vainqueur : 1992 - Tournoi d'Amitié Agadir (1) : - Vainqueur : 2018 |

Palmarès de la 2e équipe
| Compétitions nationales                     |
| - Challenge Espoir (1) : - Vainqueur : 2013 |

## Statistiques & Records
- Botola Pro  : 
  - Plus large défaite : Wydad AC 5-1 KACM (1954/55).

## Personnalités du club

### Entraineurs[17]
- Mohamed Ben Brahim
- Abdelkader Youmir
- Abdelkhalek Louzani
- Manuel Balela (en)

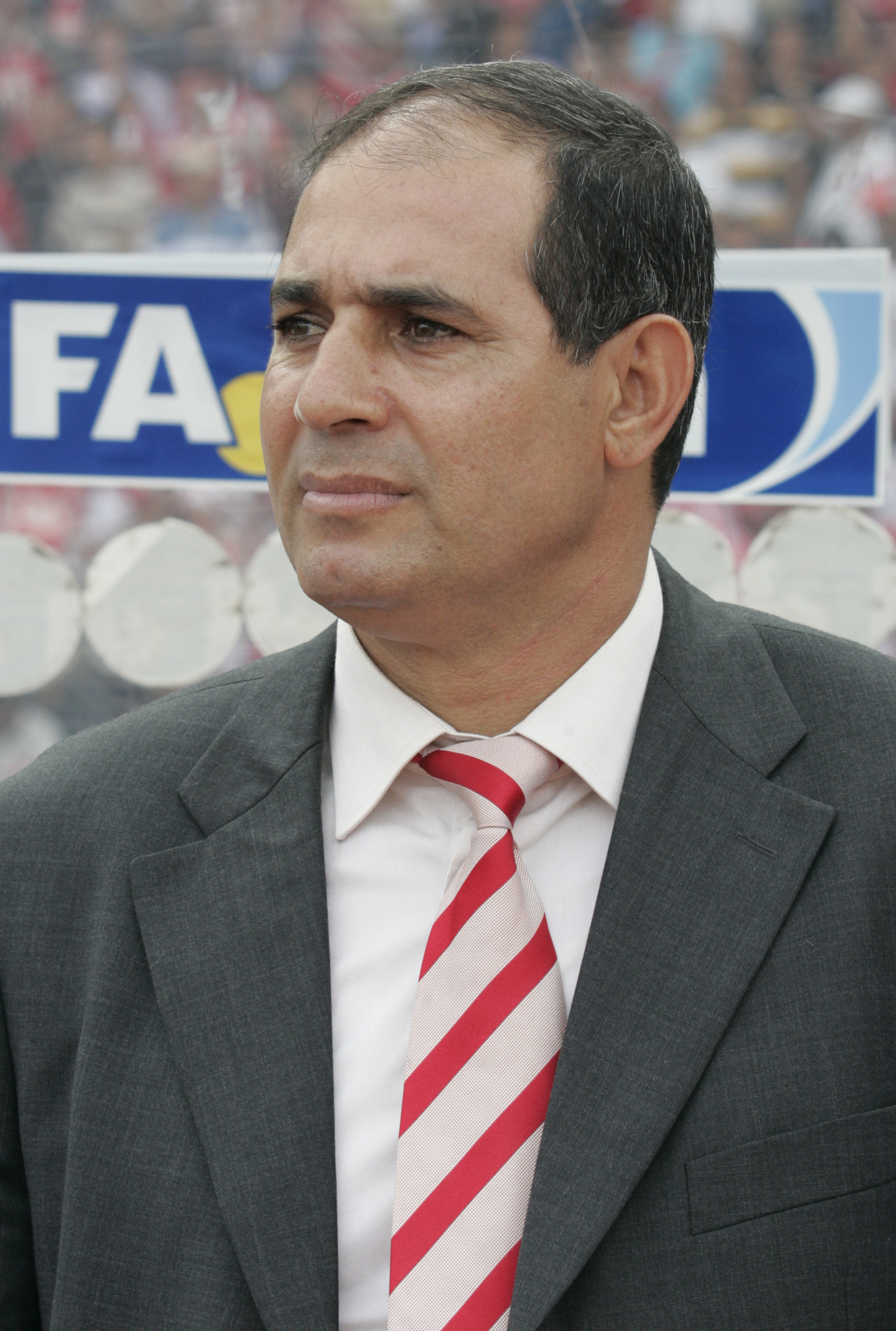
Badou Zaki
- Hicham Dmii
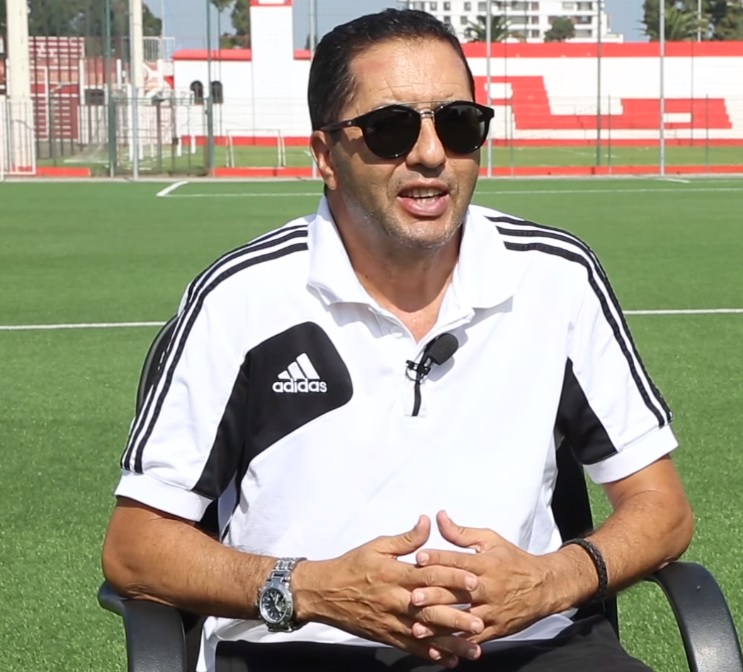
Hassan Benabicha
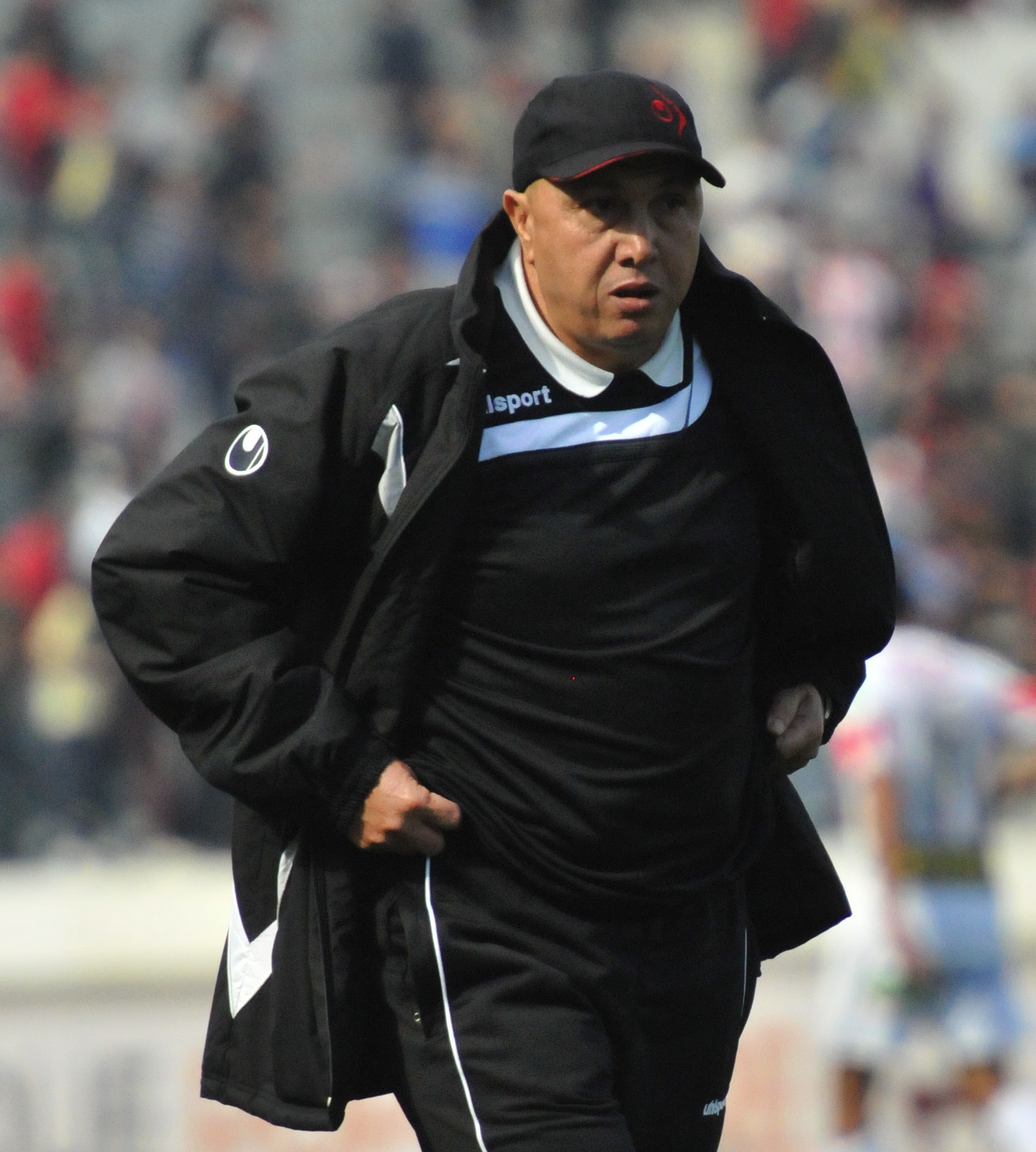
Fathi Jamal

- Badou Zaki
- Hassan Benabicha
- Fathi Jamal

## Anciens joueurs

### Présidents du club
- Hadj Idriss Talbi (1947 - ?)
- Mohamed Mediouri (1984 - 2002)
- Benhlal Abdelaziz
- Driss Benchakroune
- Mohamed Benchakroune
- Mohamed Talbi
- M'hamed Chraibi
- Abdelkader Edjoudi
- Lahlou Taïb
- Nasser El Fassi
- Abdeljalil Bouziane
- Moulay Mamoun Boufarès (1973 - 1974, 1988 - 1994)
- Lhachmi Layadi
- Bourziq Abdelaziz
- Abdelmoumen El Jaouhari
- Tahar El Khalej
- Rachid Benrami
- Karim Abou Obaid[18]
- Fouad El Ouarzazi
- Merbouh Mouhcine
- Naim Radi Moubarik
- Redouane Haniche
- Driss Hanifa